# Speciale economische zone
Een Speciale economische zone (Engels: special economic zone of SEZ) is een gebied in een land waarbinnen bijzondere wetten gelden die buitenlandse investeringen aantrekkelijker maken. In het gebied hoeven bijvoorbeeld geen of veel minder invoerrechten en andere belastinggelden betaald te worden, in dat geval kunnen het vrije handelszones zijn, en worden buitenlandse investeringen gestimuleerd.

## Voorbeelden

### China
- Binhai (haven Tianjin)
- Pudong (of Shanghai)
- Xiamen
- Xiongan
- Shantou
- Shenzhen
- Zhuhai
- Hainan
- Beijing

### Indonesië
- Batam
- Bintan
- Karimun

### Israël
- Eilat

## Kritiek
In het negende hoofdstuk van No Logo uit Naomi Klein felle kritiek op deze zones. Als voorbeeld geeft ze Rosario (Cavite) in de Filipijnen. Bedrijven die daar een fabriek huren, hoeven gedurende de eerste vijf jaar geen inkomens- of vermogensbelastingen te betalen. Op die manier concurreren ontwikkelingslanden met elkaar om investeerders aan te trekken. De arbeiders moeten er twaalf tot zestien uur per dag werken voor een zeer laag loon.